# 蔡爾茲 (亞利桑那州)
蔡爾茲（英語：Childs）是位於美國亞利桑那州皮馬縣的一個非建制地區。該地的面積和人口皆未知。

## 地理
蔡爾茲的座標為32°27′10″N 112°50′37″W / 32.45278°N 112.84361°W，而該地的平均海拔高度為440米（即1430英尺）。